# セクメト (小惑星)
セクメト (5381 Sekhmet) はアテン群の小惑星。キャロライン・シューメーカーがパロマー天文台で発見した。
エジプト神話の女神、セクメトから命名された。

## 衛星
2003年5月、アレシボ天文台の調査チームがレーダーによりセクメトを調査した際に衛星が発見され、S/2003 (5381) 1 という仮符号が付けられた。この衛星は直径 300 m ほどで、セクメトから 1.54 ± 0.12 km 離れたところを周回しており、公転周期は 12.5 ± 0.3 時間、自転周期は 10 ± 2 時間とされている。